# Liepupe (Ort)
Liepupe (deutsch Pernigel) ist ein Dorf im nördlichen Livland und Teil der gleichnamigen Gemeinde im Bezirk Limbaži. Das Dorf liegt 5 km von der Ostseeküste entfernt in der Metsepole-Ebene. Der hindurch fließende Fluss führt den gleichen Namen.

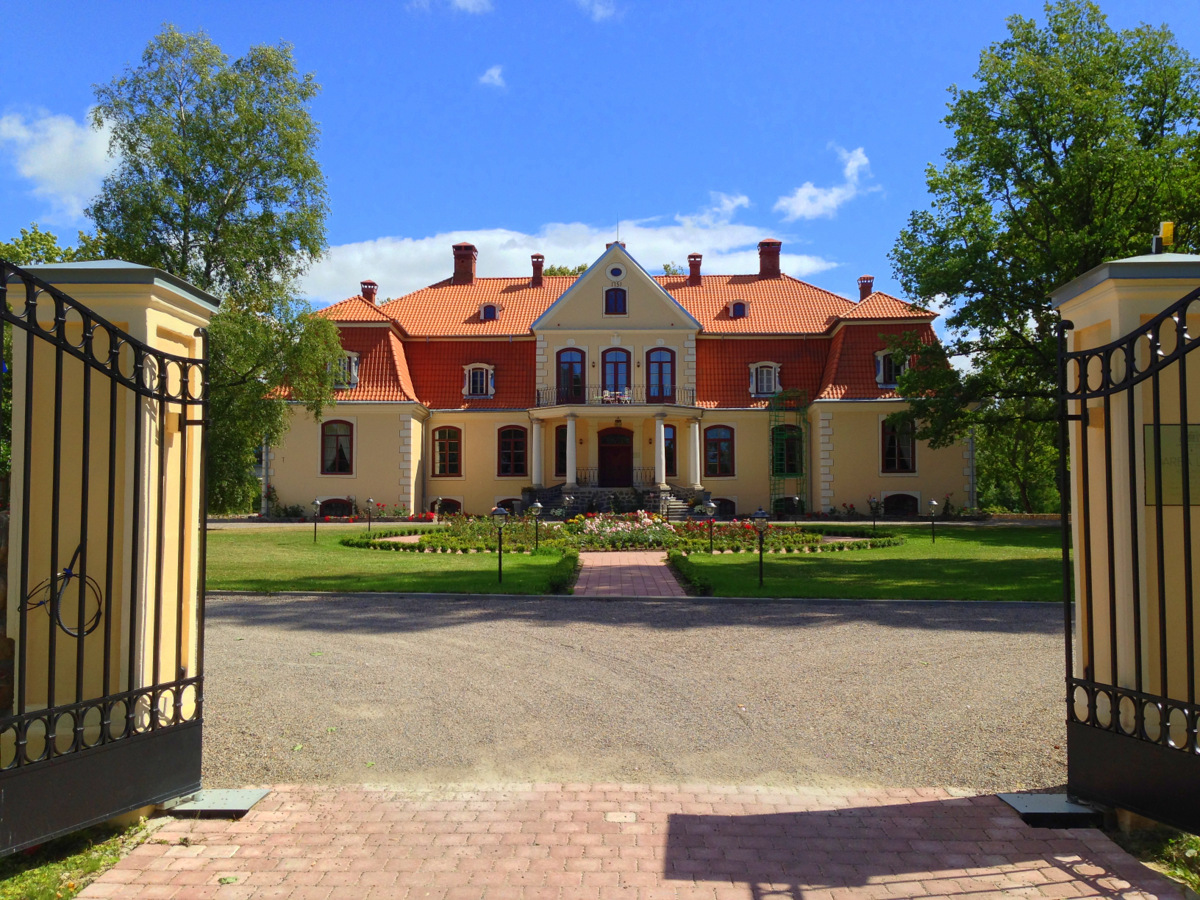
Herrenhaus Pernigel

Der Name des Dorfes und des Flusses, der durch das Dorf fließt, leitet sich aus dem altlivischen Namen Pernigele, einer Verschmelzung des livisch Wortes pǟrna „Linde“ mit dem livischen Wort joug „Fluss“ ab.
Das barocke Herrenhaus Pernigel, eines der am besten erhaltenen in Livland, wurde 1751 erbaut.
Das Gebiet von Liepupe besteht aus den drei ehemaligen Pfarreien Liepupe, Dunte (Dunteshof) und Tūja. Die erste Kirche von Liepupe erstand 1322 und 1372 wurde ein Pfarrhaus eingerichtet. Eine Glocke wurde 1634 gegossen. In dieser Kirche heiratete am 2. Februar 1744 Baron Hieronymus Carl Friedrich von Münchhausen die Tochter des Barons von Dunten, Jacobine. Anstelle einer Holzkirche wurde im Jahre 1783 eine Steinkirche gebaut. Diese brannte 1971 nieder und wurde von 1991 bis 1995 restauriert. Der Friedhof stammt noch aus schwedischer Zeit.
Seit 2012 findet in Liepupe das einzige akustische Musikfestival im Baltikum statt, das „Silver Seagull“.

## Persönlichkeiten
- Eugen Berg (1855–1919), im Pastorat von Pernigel geborener Pastor, evangelisch-lutherischer Märtyrer
- Theodor Scheinpflug (1862–1919), ab 1891 Pastor der Gemeine Pernigel/Liepupe, evangelisch-lutherischer Märtyrer